# Hathkadi
Hathkadi est un film indien de Bollywood réalisé par Rama Rao Tatineni sorti le 31 mars 1995.
Le film met en vedette Govinda et Shilpa Shetty. Le long métrage fut un succès mitigé aux box-office.

## Distribution
- Govinda : ACP Suraj Chauhan/Rajnikant
- Shilpa Shetty : Neha
- Madhoo : Rani
- Shakti Kapoor : Bhavani Shankar
- Kiran Kumar
- Tej Sapru : Inspecteur Prabhakar
- Alok Nath : ministre
- Satyen Kappu : Chandraprakash (Maire)
- Arun Govil : Arun Chauhan (Suraj's brother)
- Puneet Issar : Chakku Pande, le tueur
- Vijayalalitha : Lata (femme du maire)
- Laxmikant Berde : Pyarelal (Havaldar)
- Jayalalitha : Jaya Lalita

## Box-office
Le film fut un succès mitigé aux box-office indien.